# Aspiran
Aspiran (okzitanisch: gleichlautend) ist ein Ort und eine südfranzösische Gemeinde mit 1.682 Einwohnern (Stand: 1. Januar 2022) im Département Hérault in der Region Okzitanien. Die Gemeinde gehört zum Arrondissement Lodève und zum Kanton Clermont-l’Hérault. Die Einwohner werden Aspiranais genannt.

## Lage
Aspiran liegt etwa 34 Kilometer westsüdwestlich von Montpellier. Umgeben wird Aspiran von den Nachbargemeinden Nébian im Norden, Canet im Nordosten, Tressan im Osten, Paulhan im Süden und Südosten, Adissan im Süden, Fontès im Südwesten, Péret im Westen sowie Lieuran-Cabrières im Nordwesten.
Zwischen dem Kernort und dem Fluss Hérault, in den hier die Dourbie einmündet, führt die Autoroute A75 durch das Gemeindegebiet.

## Bevölkerungsentwicklung
| Jahr                       | 1962 | 1968 | 1975 | 1982 | 1990 | 1999 | 2006 | 2019 |
| Einwohner                  | 1158 | 1194 | 1023 | 1031 | 1072 | 1167 | 1264 | 1662 |
| Quellen: Cassini und INSEE |      |      |      |      |      |      |      |      |

## Sehenswürdigkeiten
- Kirche Saint-Julien, im 14. Jahrhundert
- Kapelle Les Pénitents aus dem 14./15. Jahrhundert
- Osttor
- Haus Le Viguier aus dem 15. Jahrhundert

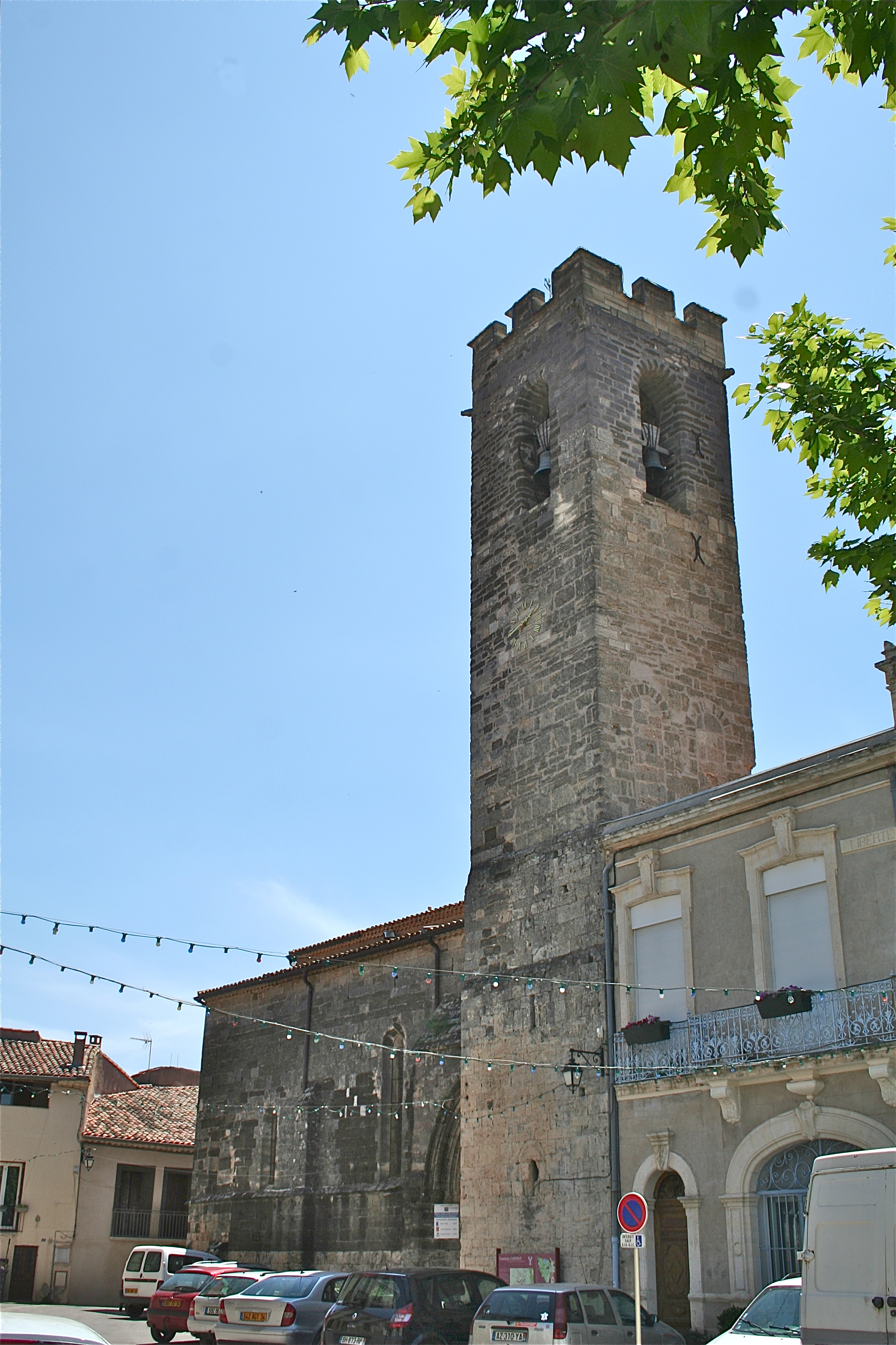
Kirche Saint-Julien
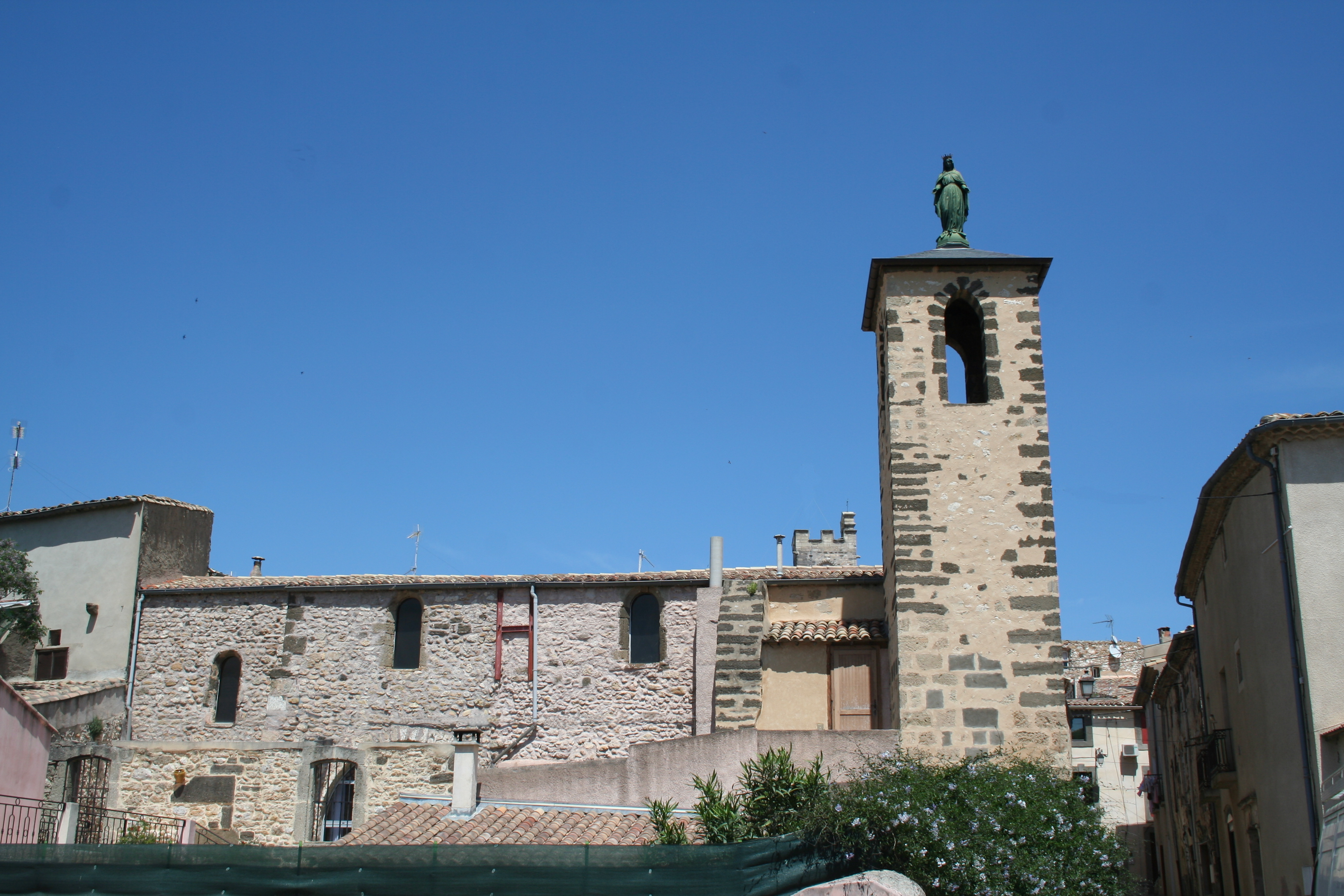
Kapelle Les Pénitents
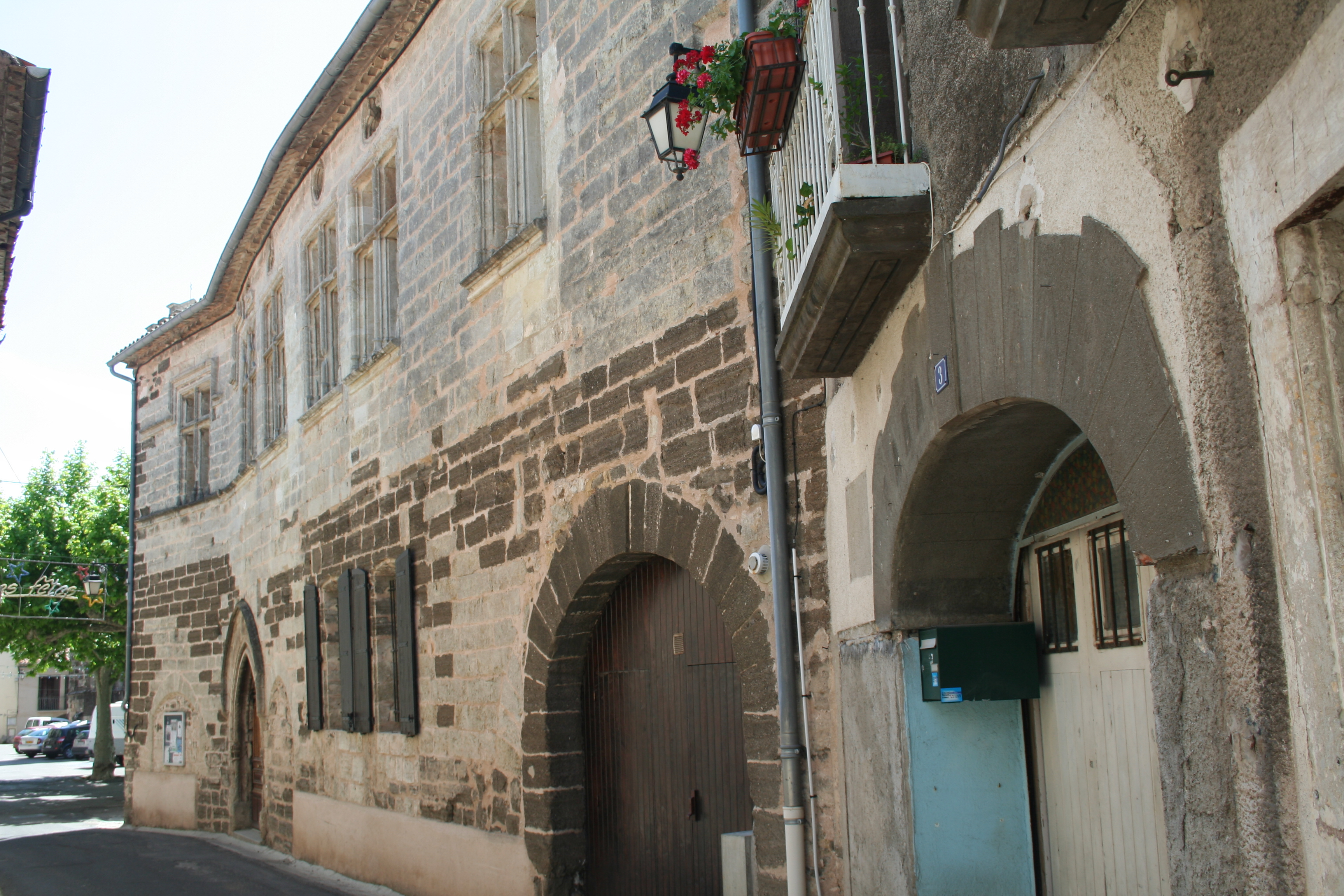
Haus Le Viguier